# Tylana indecora
Tylana indecora är en insektsart som beskrevs av Stsl 1869. Tylana indecora ingår i släktet Tylana och familjen sköldstritar. Inga underarter finns listade i Catalogue of Life.